# Robert Cattrall
Robert Lewis Cattrall, detto Bob (Braintree, 7 ottobre 1957), è un ex hockeista su prato britannico, vincitore del bronzo olimpico a Los Angeles 1984.
In quell'edizione dei Giochi mise a referto due reti nella prima fase a gironi: una  nel successo per 4-3 contro i Paesi Bassi e la rete decisiva per la vittoria nel successo per 1-0 contro la Nuova Zelanda.

## Palmarès
- Giochi olimpici

Los Angeles 1984: bronzo.